# Lev Tolstoj (ort)

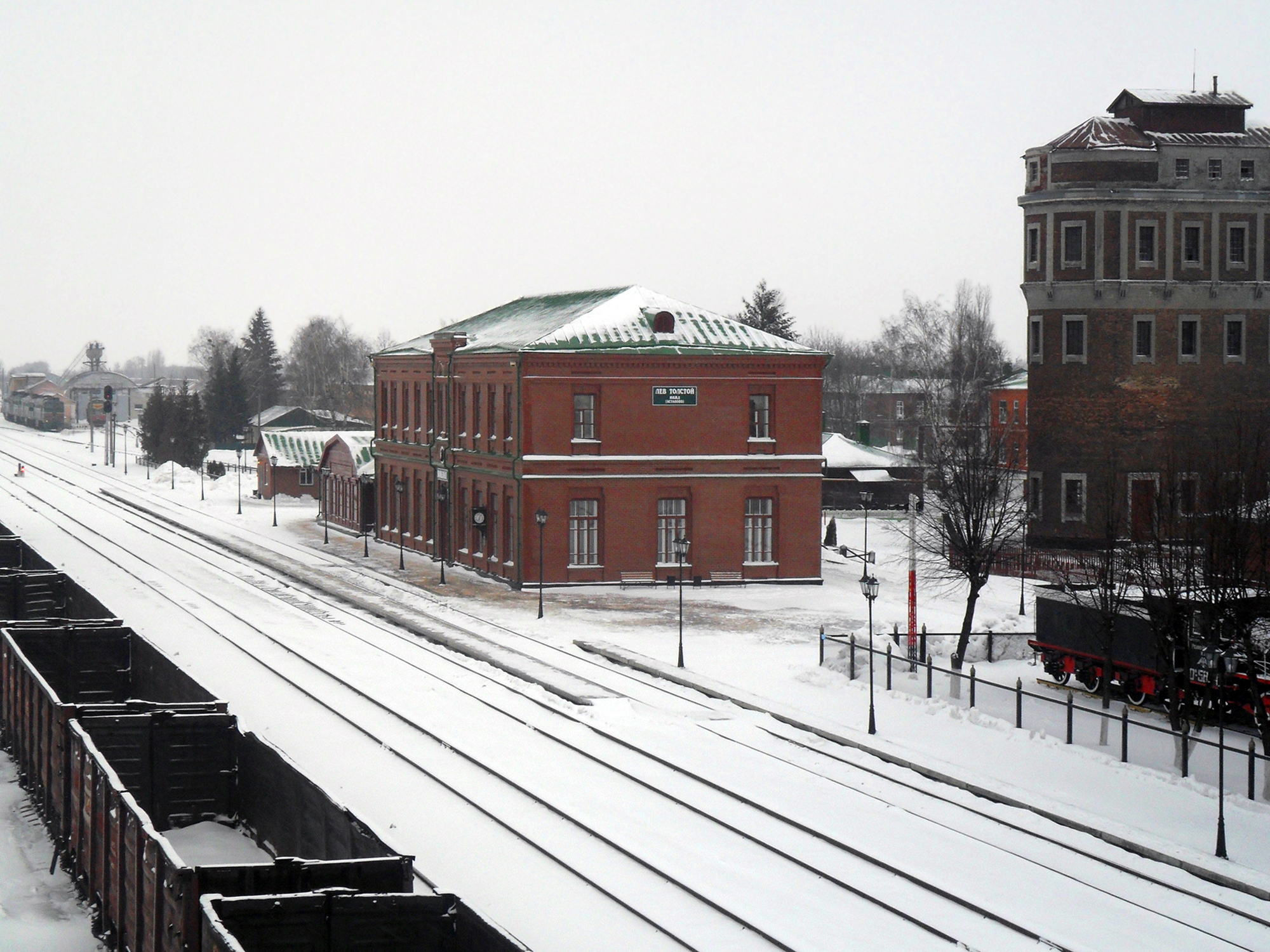
Järnvägsstationen i Lev Tolstoj.

Lev Tolstoj (ryska: Лев Толсто́й), före detta Astapovo (ryska: Аста́пово), är en ort i norra delen av Lipetsk oblast i Ryssland. Folkmängden uppgick till 8 540 invånare i början av 2015.
1910 avled författaren Lev Tolstoj på ortens järnvägsstation. Till hans minne döptes järnvägsstationen 1918 om till Lva Tolstogo (ryska: Льва Толсто́го). 1932 ändrades ortens och järnvägsstationens namn till dess nuvarande form.